# Offizier im Generalstabsdienst
Offizier im Generalstabsdienst (i. G.) bezeichnet in Deutschland einen Offizier der Bundeswehr, der auf einem Dienstposten für Stabsoffiziere, der als Generalstabsdienstposten ausgewiesen ist, verwendet wird. Der Großteil der Offiziere im Generalstabsdienst hat eine Generalstabsausbildung durchlaufen.

## Auswahl für den Lehrgang Generalstabsdienst/Admiralstabsdienst National
Die Auswahl für die Generalstabsausbildung erfolgt nach den Grundsätzen von Eignung, Befähigung und fachlicher Leistung durch eine Auswahlkonferenz des Bundesamtes für Personalmanagement der Bundeswehr. Dort werden beispielsweise das Ergebnis des „Basislehrganges Stabsoffizier“ (BLS) an der Führungsakademie der Bundeswehr in Hamburg und dienstliche Beurteilungen herangezogen. Es werden nur Berufssoldaten in der Laufbahn der Offiziere des Truppendienstes betrachtet. Die ausgewählten Offiziere besuchen den Lehrgang Generalstabsdienst/Admiralstabsdienst National (LGAN). Die Auswahl oder Nichtauswahl hat Auswirkungen auf den weiteren Werdegang der Offiziere hinsichtlich Verwendungen und Laufbahnperspektive, auch in Bezug auf die Möglichkeit, einen Generalsdienstgrad zu erlangen. Offiziere in einer Laufbahn des Militärmusikdienstes werden bei der Auswahl zur Teilnahme an einem Generalstabslehrgang nicht betrachtet.

## Ausbildung
Die Ausbildung für Offiziere im Generalstabsdienst findet an der Führungsakademie der Bundeswehr entweder in einem nationalen oder internationalen Lehrgang statt.

### Lehrgang Generalstabsdienst/Admiralstabsdienst National
Der Lehrgang Generalstabsdienst/Admiralstabsdienst National (LGAN) beginnt jedes Jahr im Herbst, dauert zwei Jahre und steht jährlich rund 100 nationalen und internationalen militärischen Teilnehmern aus NATO-Staaten sowie Beamten in einer Laufbahn der Laufbahngruppe des höheren Dienstes offen. Er gilt als der anspruchsvollste Lehrgang der Führungsakademie. Seinen Absolventen stehen höchste militärische Verwendungen offen. Die Ausbildung befähigt dazu, Problemstellungen aus verschiedenen Blickwinkeln und mit wissenschaftlichen Methoden zu durchdringen und Lösungen zu erarbeiten. Die militärischen Führer planen auf strategischer, operativer und taktischer Ebene und geben zweckmäßige Analysen und Empfehlungen zu sicherheitspolitischen Fragestellungen ab. Im ersten Jahrzehnt des Bestehens der Bundeswehr konnten 80 bis 90 Prozent Offiziere, die den Lehrgang begonnen hatten, diesen erfolgreich abschließen; pro Jahr etwa 120 Soldaten.
Der Lehrgang gliedert sich in drei Teile. In der ersten sozialwissenschaftlichen Phase analysieren die Offiziere in teilstreitkraftgemeinsamen Hörsälen Verhalten und Wechselwirkungen sozialer Systeme, Institutionen und Akteure. In Führungspraktika in anderen Behörden, anderen Ressorts oder Unternehmen der Privatwirtschaft lernen die Teilnehmer alternative Methoden der Entscheidungsfindung und Menschenführung kennen. Danach folgt eine teilstreitkraftspezifische Phase, in der aktuelle und zukünftige Herausforderungen für die Streitkräfte untersucht werden. Außerdem werden taktische und operative Führungs- und Einsatzgrundsätze des Heeres, der Luftwaffe und der Marine in Plan- und Stabsübungen vertieft. Während des Lehrgangs verfassen die Teilnehmer eine Lehrgangsarbeit.
2003 begannen die letzten nach Teilstreitkräften getrennten Lehrgänge für den Generalstabsdienst bzw. den Admiralstabsdienst, welche nach zwei Jahren 2005 endeten. Der letzte Lehrgang für Offiziere des Heeres war der 46. Generalstabslehrgang, für Offiziere der Luftwaffe der 48. Generalstabslehrgang und für Offiziere der Marine der 45. Admiralstabslehrgang. Seit 2004 findet die Generalstabs-/Admiralstabsausbildung teilstreitkräfteübergreifend statt. Der 2004 begonnene LGAN startete mit einer neuen Nummerierung als 1. Lehrgang Generalstabs-/Admiralstabsdienst National. Jährlich findet ein Lehrgang statt, sodass im Jahr 2023 der 20. LGAN begonnen hat.

### Lehrgang Generalstabs-/Admiralstabsdienst International
Der zehnmonatige deutschsprachige Lehrgang steht deutschen und internationalen Teilnehmern offen. Etwa ein Viertel der Lehrgangsteilnehmer sind deutsch. Den internationalen Lehrgangsteilnehmern aus Nicht-NATO-Staaten, stehen deutsche Stabsoffiziere als Mentoren zur Seite. Über die militärische Ausbildung hinaus bekommen die Teilnehmer einen Einblick in die politischen und wirtschaftlichen Strukturen und die kulturellen Eigenheiten der deutschen Gesellschaft. Das wichtigste Ziel des Lehrgangs ist der Ausbau eines internationalen Netzwerks auf der obersten militärischen Führungsebene. Das Bundesministerium der Verteidigung entscheidet gemeinsam mit dem Auswärtigen Amt, welche Länder Offiziere nach Deutschland entsenden können.
Seit 1962 wurden internationale Nicht-NATO-Offiziere des Heeres im LGAI ausgebildet. 1986 wurde die Ausbildung für internationale Angehörige von Luftwaffe und Marine geöffnet. Seit 1995 sind es ständig zwei Heereshörsäle, ein Luftwaffen- und ein Marinehörsaal. Dem Lehrgang ist für internationale Teilnehmer aufgrund der deutschen Lehrgangssprache eine elfmonatige Sprachausbildung am Bundessprachenamt in Hürth vorgeschaltet. Bis 2019 haben etwa 3000 Soldaten aus 120 Nationen am LGAI teilgenommen.

## Verwendung
Offiziere im Generalstabsdienst werden grundsätzlich auf herausgehobenen Dienstposten verwendet, die speziell für Offiziere des Generalstabsdienstes vorgesehen und in den Organisationsgrundlagen der Dienststellen entsprechend gekennzeichnet sind („Generalstabsdienstposten“). In der Regel sind Offizieren mit einer Generalstabsausbildung die Verwendungen als Bataillonskommandeur und Truppenführer (Brigadeebene aufwärts) vorbehalten. Viele Dienstposten für Abteilungsleiter in einem Stab sind als Generalstabsdienstposten kodiert. Sie werden im Heer mit einem „G“ statt einem „S“ abgekürzt, z. B. Abteilung G 3 einer Brigade. Dienstposten für Offiziere des Generalstabsdienstes finden sich des Weiteren im Bundesministerium der Verteidigung, in Ämtern, an Akademien, Schulen und in Militärattachéstäben.
Im Jahr 1966 gab es etwa 900 Dienstposten für General- und Admiralstabsdienst in Stäben der NATO, im Führungsstab der Bundeswehr, im Führungsstab des Heeres, im Führungsstab der Luftwaffe und im Führungsstab der Marine im Bundesministerium der Verteidigung sowie in Stäben der Korps, Divisionen und Brigaden. Bis 1967 sollten 20 Prozent der Generalstabsdienstposten mit Offizieren ohne Generalstabsausbildung besetzt werden. Auch heute ist es nicht zwingend erforderlich, dass ein Generalstabs-Dienstposten mit einem Offizier mit abgeschlossenen Generalstabslehrgang besetzt werden muss.

## Kennzeichnung
Während sie einen Generalstabsdienstposten wahrnehmen, führen Offiziere der Uniformträgerbereiche Heer und Luftwaffe, nicht aber der Marine, als Zusatz zu ihrem Dienstgrad die Bezeichnung „im Generalstabsdienst“ bzw. die Abkürzung „i. G.“, beispielsweise Major i. G. Ihre Schulterklappen sind am Dienstanzug, außer bei der Schibluse (Heer) und bei Sanitätsoffizieren, unabhängig von der Truppengattung „karmesinrot“ (RAL 3027, Himbeerrot, RGB 181, 18, 51) unterlegt. Sie tragen einen karmesinroten Kragenspiegel (mattsilberne Kolbenstickerei, handgestickt auf karmesinrotem Grundtuch, „V“-förmige Stickerei mit den Winkelspitzen nach unten zeigend). Soldaten des Heeres tragen an der Feldjacke und -bluse (Tarndruck), der Kampfjacke, dem Pullover, dem Blouson sowie der Ganzjahresjacke an der Ärmeleinsatznaht Schlaufen aus 0,4 cm breiter geklöppelter Flachlitze in karmesinrot.
Dienstposten als militärische Führer (Kommandeur, Kommandierender General, Befehlshaber usw.), auch wenn sie meist mit Offizieren mit Generalstabsausbildung besetzt werden, sind nicht als Generalstabsdienstposten gekennzeichnet, sodass eine entsprechende Kennzeichnung entfällt. 
Die Kennzeichnung ist an die Verwendung auf dem Dienstposten gebunden, nicht an die Ausbildung. Sofern Offiziere ohne Generalstabsausbildung auf Generalstabsdienstposten verwendet werden, tragen auch sie die entsprechende Kennzeichnung.
Ein Reservist darf den Zusatz „im Generalstabsdienst (i. G.)“ nur während eines Reservedienstes führen, wenn er auf einem entsprechenden Generalstabsdienstposten verwendet wird, auf dem er auch beordert ist.